# 桑河 (歐洲)

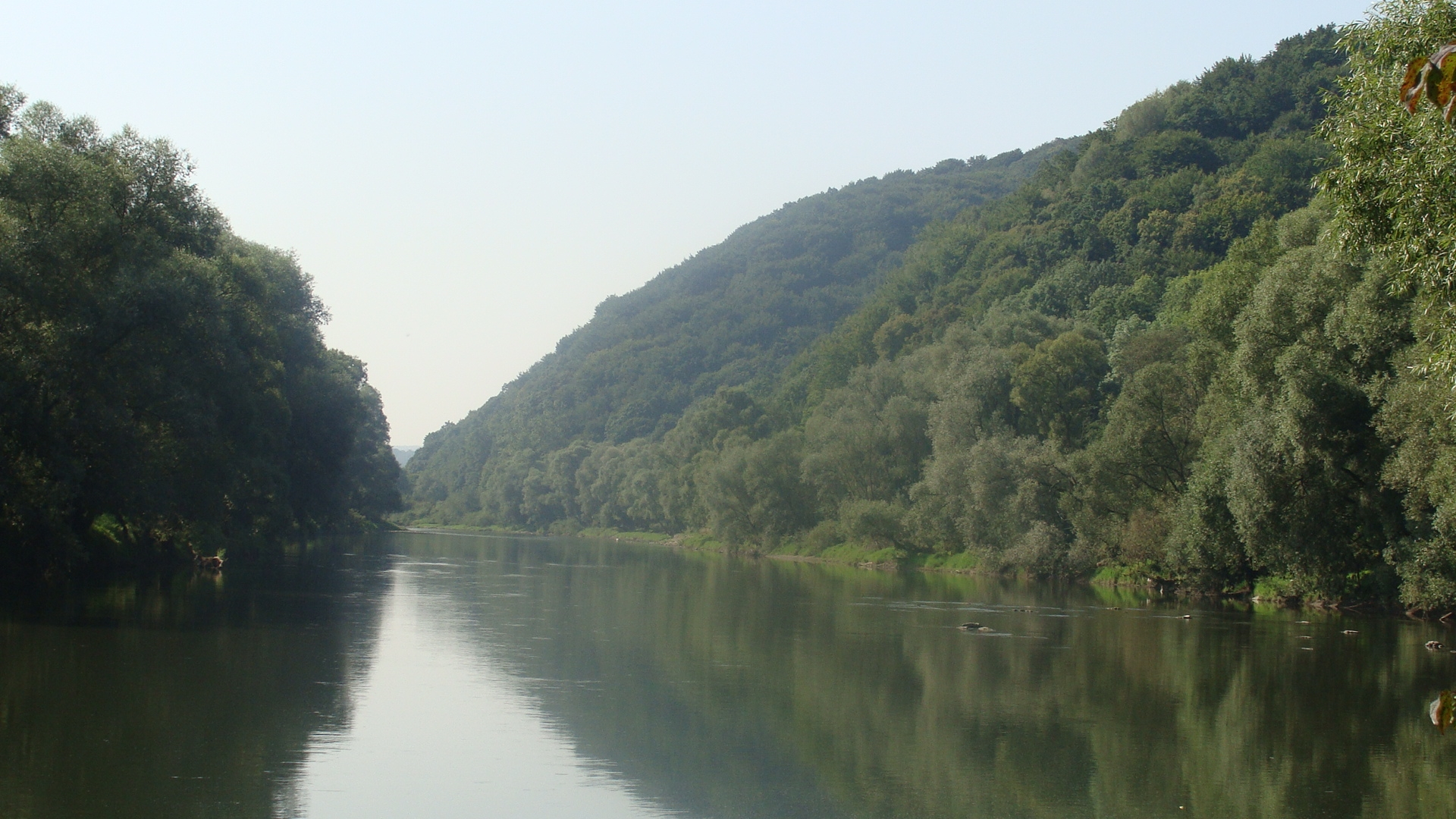

桑河（波蘭語：San，羅馬化：Sian）是波兰和乌克兰的河流，上游部分河段流經波烏邊境。桑河发源于喀尔巴阡山脉，是维斯瓦河的支流，全长433公里。
桑河流经的主要城镇有：迪努夫、雅罗斯瓦夫、莱斯科、莱扎伊斯克、尼斯科、普热梅希尔、拉迪姆诺、桑河畔鲁德尼克、桑多梅日、萨诺克、谢尼亚瓦、斯塔洛瓦沃拉、乌兰努夫和扎古日。
49°00′10″N 22°52′30″E / 49.0028°N 22.875°E